# SN 1978F
SN 1978F – supernowa typu Pec odkryta 2 listopada 1978 roku w galaktyce A075254+7319. W momencie odkrycia miała maksymalną jasność 18,00m.